# Beli Potok, Voždovac
Beli Potok (izvirno srbsko Бели Поток) je naselje v Srbiji, ki upravno spada pod Občino Voždovac; slednja pa je del Mesta Beograd.

## Demografija
V naselju živi 2751 polnoletnih prebivalcev, pri čemer je njihova povprečna starost 39,1 let (38,6 pri moških in 39,6 pri ženskah). Naselje ima 1112 gospodinjstev, pri čemer je povprečno število članov na gospodinjstvo 3,07.
To naselje je v glavnem srbsko (glede na popis iz leta 2002).
|  |

| Demografija | Demografija     | Demografija     |
| Leto        | Št. prebivalcev | Št. prebivalcev |
| ----------- | --------------- | --------------- |
|             |                 |                 |
|             |                 |                 |
|             |                 |                 |
|             |                 |                 |
| 1948        | 1726            |                 |
| 1953        | 2082            |                 |
| 1961        | 2825            |                 |
| 1971        | 3242            |                 |
| 1981        | 3150            |                 |
| 1991        | 3069            | 2999            |
| 2002        | 3490            | 3417            |
|             |                 |                 |

| Etnična sestava po popisu iz leta 2002 | Etnična sestava po popisu iz leta 2002 | Etnična sestava po popisu iz leta 2002 | Etnična sestava po popisu iz leta 2002 | Etnična sestava po popisu iz leta 2002 |
| -------------------------------------- | -------------------------------------- | -------------------------------------- | -------------------------------------- | -------------------------------------- |
| Srbi                                   | Srbi                                   |                                        | 3.243                                  | 94,90%                                 |
| Črnogorci                              | Črnogorci                              |                                        | 27                                     | 0,79%                                  |
| Jugoslovani                            | Jugoslovani                            |                                        | 26                                     | 0,76%                                  |
| Romi                                   | Romi                                   |                                        | 24                                     | 0,70%                                  |
| Makedonci                              | Makedonci                              |                                        | 12                                     | 0,35%                                  |
| Muslimani                              | Muslimani                              |                                        | 11                                     | 0,32%                                  |
| Hrvati                                 | Hrvati                                 |                                        | 10                                     | 0,29%                                  |
| Goranci                                | Goranci                                |                                        | 9                                      | 0,26%                                  |
| Ukrajinci                              | Ukrajinci                              |                                        | 7                                      | 0,20%                                  |
| Bolgari                                | Bolgari                                |                                        | 5                                      | 0,14%                                  |
| Albanci                                | Albanci                                |                                        | 5                                      | 0,14%                                  |
| Rusi                                   | Rusi                                   |                                        | 2                                      | 0,05%                                  |
| Romuni                                 | Romuni                                 |                                        | 1                                      | 0,02%                                  |
| Madžari                                | Madžari                                |                                        | 1                                      | 0,02%                                  |
| Neznano                                | Neznano                                |                                        | 11                                     | 0,32%                                  |